# Catena Levanne-Aiguille Rousse
La Catena Levanne-Aiguille Rousse è un massiccio montuoso delle Alpi Graie. Si trova tra l'Italia (Piemonte) e la Francia (Savoia). Prende il nome dalle Levanne e dalla Grande Aiguille Rousse che ne sono le montagne più significative.

## Delimitazioni
Ruotando in senso orario i limiti geografici sono: Col Girard, fiume Arc, Colle dell'Iseran, alto corso del fiume Isère, Colle Galisia, Valle dell'Orco, pianura piemontese, Val Grande di Lanzo, Col Girard.

## Classificazione
La SOIUSA definisce la Catena Levanne-Aiguille Rousse come un supergruppo alpino e vi attribuisce la seguente classificazione:
- Grande parte = Alpi Occidentali
- Grande settore = Alpi Nord-occidentali
- Sezione = Alpi Graie
- Sottosezione = Alpi di Lanzo e dell'Alta Moriana
- Supergruppo = Catena Levanne-Aiguille Rousse
- Codice = I/B-7.I-C

## Suddivisione
La SOIUSA suddivide inoltre la catena in due gruppi e quattro sottogruppi:
- Gruppo delle Levanne (8)
  - Nodo delle Levanne (8.a)
  - Cresta Unghiasse-Bellavarda (8.b)
- Gruppo Cima d'Oin-Aiguille Rousse (9)
  - Sottogruppo della Cima d'Oin (9.a)
  - Sottogruppo Aiguille Rousse-Aiguille Pers (9.b)

## Montagne

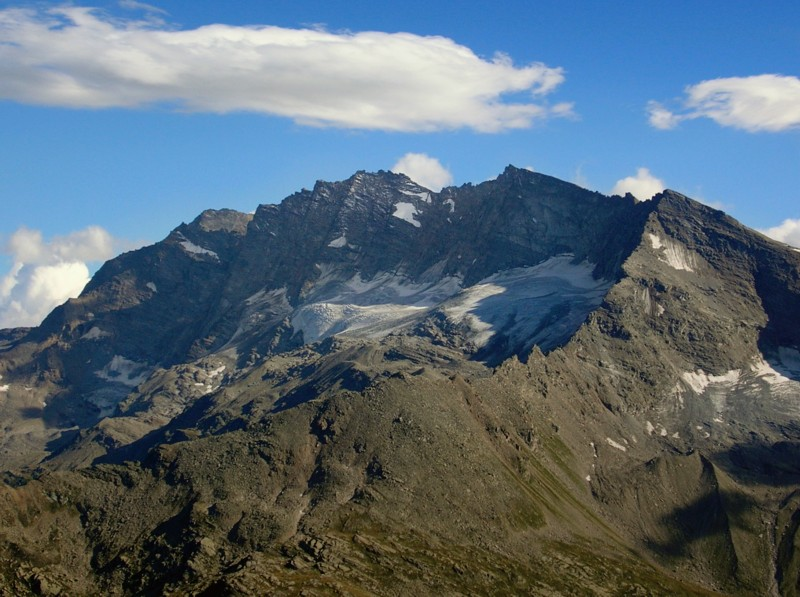
Il gruppo delle Levanne.

Le montagne principali del gruppo sono:
- Levanna Centrale - 3.619 m
- Levanna Occidentale - 3.593 m
- Levanna Orientale - 3.555 m
- Grande Aiguille Rousse - 3.482 m
- Aiguille Pers - 3.451 m
- Levannetta - 3.439 m
- Ouille Noire - 3.357 m
- Cima del Carro - 3.326 m
- Cima d'Oin - 3.280 m
- Punta Girard - 3.262 m
- Signal du Mont Iseran - 3.241 m
- Grand Cocor - 3.034 m
- Monte Unghiasse - 2.939 m
- Barrouard - 2.865 m
- Cima delle Fasce - 2.854 m
- Monte Morion - 2.839 m
- Cima della Crocetta - 2.824 m
- Punta Pian Spigo - 2.540 m
- Monte Bellavarda - 2.345 m
- Monte Vaccarezza - 2.203 m
- La Cialma - 2.193 m
- Uja di Corio - 2.145 m
- Monte Soglio - 1.971 m